# Ayesha A. Malik
Ayesha A. Malik, née le 3 juin 1966 est une juge pakistanaise. Le 24 janvier 2022, elle devient la première femme juge à rejoindre la Cour suprême du Pakistan, dans l'histoire du pays. Elle exerce à la Haute Cour de Lahore, du 27 mars 2012 au 5 janvier 2022.

## Biographie

### Éducation
Ayesha Malik commence son éducation à Paris et à New York. Au Pakistan, elle obtient un Cambridge senior à la Karachi Grammar School .
Elle étudie le droit au Pakistan College of Law de Lahore puis obtient un master of laws de la Harvard Law School de Cambridge, dans le Massachusetts, aux États-Unis. Elle est nommée London H. Gammon Fellow 1998-1999 pour son mérite exceptionnel.

### Carrière
Ayesha Malik commence sa carrière en 1997 en exerçant pour des cabinets d’avocats et se spécialise dans les domaines de la banque, des entreprises et du droit civil.
Le 27 mars 2012, Ayesha Malik est nommée juge de la Haute Cour de Lahore.
Le 6 janvier 2022, elle est nommée juge à la Cour suprême du Pakistan par la Commission Judiciaire du Pakistan dans l'attente d'une confirmation parlementaire. Elle prête serment le 24 janvier 2022.

### Engagement
Elle s'engage pour le droit des femmes - en particulier en rendant des jugements pour leur garantir le droit de vote - à l'encontre du code patriarcal traditionnel d'honneur et pour le maintien d’un quota de femmes dans les ministères et les collèges médicaux.
En 2021, elle rend un jugement interdisant les tests de virginité pour les victimes de viol. Elle déclare alors qu'il s'agit d'« une pratique humiliante, utilisée pour jeter la suspicion sur la victime, au lieu de se concentrer sur l'accusé et le viol »,.
En janvier 2019, Ayesha Malik devient présidente d'un nouveau comité pour la protection des femmes juges à Lahore face au hooliganisme des avocats dans les tribunaux de district,.
Ayesha Malik fait également partie de l'Association internationale des femmes juges (AIFJ), une initiative pour rendre les femmes autonomes par l'égalité et la justice. La juge Ayesha Malik défend l'importance de la perspective de genre dans le respect de l'état de droit,.
Ayesha Malik travaille comme conseillère bénévole pour des ONG impliquées dans des programmes de lutte contre la pauvreté, des programmes de micro-finance et des programmes de formation professionnelle.
Elle est l'auteure de plusieurs jugements notables faisant spécifiquement référence aux droits des femmes et à l'égalité des sexes,.
Ayesha Malik préside le comité de surveillance des femmes huissiers de justice.
Ayesha Malik traite les affaires environnementales devant la Haute Cour de Lahore.
Elle travaille sur le processus pour accélérer efficacement le processus de litige par l'automatisation et la gestion des cas.

### Enseignement
Ayesha Malik enseigne le droit bancaire à l'Université du Pendjab, au Département de maîtrise en technologie des affaires et de l'information et en droit commercial au Collège des sciences comptables et de gestion de Karachi.
Elle développe un cours sur la « sensibilisation au genre dans les procédures judiciaires » pour le Conseil de l'Académie judiciaire du Punjab dont elle est membre. Elle compile également un manuel sur les lois environnementales pour aider les tribunaux à traiter les questions environnementales.

### Vie privée
Elle est mariée à Humayun Ehsan, avocat et principal d'une école de droit privée. Ensemble, ils ont trois enfants.

## Publications
1. Why 'Trade' in Financial Services: An assessment of the Agreement on Trade in Financial Services under the GATS- The Journal of World Investment, Vol 1 No.2, décembre 2000. 12e édition du Rapport mondial 2004 sur l'indépendance du pouvoir judiciaire -Chapitre du Pakistan. Lois laïques pakistanaises :
2. L'Oxford International Encyclopedia of Legal History publiée par Oxford University Press 2009, Volume 4
3. Compilation de la Cour suprême du Pakistan 1956-2006 Selected Cases publiée par le Pakistan College of Law, publiée à l'occasion du 50e anniversaire de la Cour suprême du Pakistan.
4. Contribution au contrôle des fusions, Getting The Deal Through, étant un journal international de la politique de la concurrence et de la réglementation Global Competition Review.
5. Reportage pour le Pakistan pour les rapports d'Oxford sur le droit international dans les tribunaux nationaux, une publication d'Oxford University Press.